# متلازمة العبداللات-دافيس-فراج
متلازمة (العبدللات – ديفيس – فرّاج) هي نوع من (الأَوْرَام العَدْساءِ المٌنْتَشِرَة )، وهي متلازمة تصيب الجهاز العصبي المركزي، وتكون مصحوبةً باضطرابات وخلل في تصبّغ الجلد.
أُطلَق على هذه المتلازمة اسم الفريق الذي كتبها للمرة الأولى واصفاً وجود هذه المتلازمة وأعراضها لدى أفراد من عائلة أردنية. وفي عام 1980 قام الطبيب الأردني عدنان العبداللات بوضع الوصف النهائي لهذه المتلازمة.
يعتَقد هذا الفريق أن المتلازمة تنتقل عن طريق الوراثة ، كصفة وراثية جسدية متنحية «غير مرتبط بالجنس» ؛ مما يعني أنه لكي تظهر أعراضها فيجب أن تأتي المورثات الجينية من طرف الأب والأم معاً . وبما أنها غير مرتبطة بالجنس فمن الممكن أن تصيب كلا الجنسين، أما إذا جاءت المورثات الجينية من أحد الأبوين فقط فإن الشخص يعتبر حاملاً للمرض وغير مصاباً به ولا تظهر عليه أية أعراض مرضية .أما إذا أخذ المريض المورثات الجينية للمرض من كلا الأبوين فإنه يعتبر مصاب في المرض وعادة تظهر الأعراض عليه خلال العام الأول من عمره.

## الأعراض
- البرص (الشعر).
- نقص غير طبيعي في صبّغة الجلد.
- نمش مفرط.
- عدم الحساسية للألم.
- شلل نصفي أو رباعي.

## انظر أيضأ
- متلازمة كفر راكب
- متلازمة الكرك

## روابط خارجية
- Online Mendelian Inheritance in Man: Spastic paraplegia 23[وصلة مكسورة]
- synd/2058 على قاموس من سمى هذا؟